# Miquel Torell

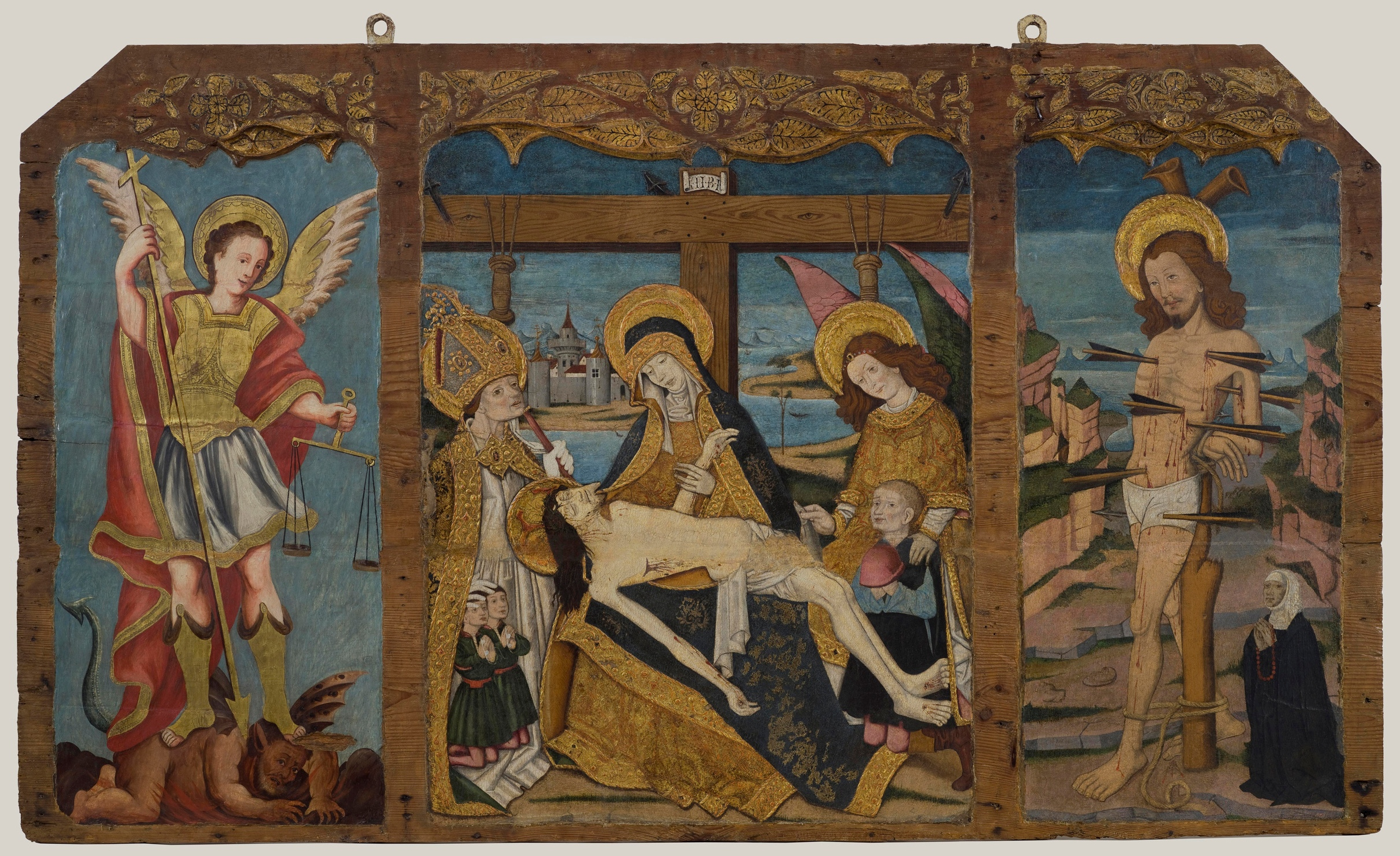
Retablo de la Piedad en San Esteban de Olot, atribuido a Miquel Torell.

Miquel Torell o Martorell fue un pintor español del gótico tardío en las comarcas de Gerona, al que resulta difícil, como a muchos otros autores, adjudicarles la autoría de las pocas obras conservadas. En la actualidad, se le identifica como el Maestro de Olot , aunque plantea dudas a algunos historiadores del arte.

## Biografía y obra
Miquel Torell fue originario de Gerona y estuvo activo en esta localidad y en el Rosellón francés entre 1471 y 1486. En 1460 Miquel Torell entró a trabajar como aprendiz en el taller del pintor Juan Rius, establecido en Zaragoza. En 1481 trabajó en el taller de Ramon Solà II y algunos autores coinciden en señalar que su relación fue estrecha.
Actualmente la historiografía tiende a identificar a Miquel Torell como el Maestro de Olot, y así lo defienden José Gudiol Ricart y Santiago Alcolea i Gil, entre otros. Sin embargo, si no se estudia la obra de ambos como si se tratara de uno solo, se atribuirían al pintor anónimo conocido como Maestro de Olot el retablo de la Piedad en San Esteban de Olot, el retablo gótico de la Ermita de Santa Cristina de Corça (1450 - 1500), actualmente conservado en el Museo de Arte de Gerona, el retablo de santa Eulalia de la iglesia de Bellver de Cerdaña (desaparecido), y varias tablas de la capilla del balneario de Les Escaldes (desaparecidas). Es posible que bajo la  denominación de Maestro de Olot, se hayan reunido obras pertenecientes a varios pintores de estilos distintos. Siguiendo el mismo análisis de considerar la obra de Miquel Torell distinta al Maestro de Olot, a Torell se le atribuirían un retablo para una iglesia de Besalú (encargado en 1477 ) y otro, dedicado a san Martín, para la iglesia parroquial de Cassá de la Selva (1479), un retablo dedicado a san Honorato para la iglesia gótica del Convento del Carmen en Perpiñán (1481), y la pintura de un retablo de la Virgen, realizó junto con Antoni Joan Guardia, destinada para el altar mayor de la iglesia de Santa María de la Real (1486).
El profesor de Historia del Arte Medieval de la Universidad de Gerona, Joan Molina i Figueras, sostiene que  Miquel Torell y el Maestro de Olot son personas distintas. Mientras que el Maestro de Olot, según él, está «dotado de unas capacidades técnicas poco brillantes» y que «reproduce de manera constante un conjunto de modelos y estilemas», en cambio, Miguel Torell es «un pintor con un perfil y actividad bastante documentada», y que tiene «cualidades técnicas notables, capaz de obtener el reconocimiento y aprecio en algunos de los centros más importantes del área gerundense-rosellonesa».